# Ticinepomis peyeri
Ticinepomis peyeri è una specie di celacanto vissuta nel Triassico medio (circa 240 milioni di anni fa). I suoi resti fossili sono stati ritrovati in Europa, nella Zona Limite Bituminosa (Grenzbitumenzone degli autori svizzeri tedeschi) del Monte San Giorgio. La specie è stata descritta accuratamente da Olivier Rieppel (1980). Il nome ricorda il paleontologo Bernhard Peyer che fu professore presso l'Università di Zurigo.